# Göte Swén
Göte William Swén, född 9 juli 1936 i Mora, är en svensk politiker (moderat).

## Politisk bakgrund
Göte Swén var bosatt i Ås i Krokoms kommun i Jämtlands län, numer Mora, Mora kommun, Dalarnas län. Swén blev efter valet 2006 kommunstyrelsens förste vice ordförande och kommunalråd på 60 procent (samt ordförande i bygg- och miljönämnden på 30%) i Krokoms kommun då det tidigare samarbetet mellan Socialdemokraterna och Centerpartiet bröts och allianspartierna tog makten tillsammans med Miljöpartiet. Efter valet 2010 har Swén bytt ordförandeskap från bygg- och miljönämnden till samhällsbyggnadsnämnden. Han stannade på posten som kommunstyrelsen förste vice ordförande till 2013.

## Politiska uppdrag
- Ledamot i kommunfullmäktige 2006 - 2014
- Ordförande i Myndighetsnämnden (senare Bygg- och miljönämnden) 2006 - 2010
- Förste vice ordförande i kommunstyrelsen 2006 - 2013
- Ordförande i Samhällsbyggnadsnämnden 2010 - 2013